# Jakow Arie Guterman
Jakow Arie Guterman (hebr. יעקב אריה גוטרמן); ur. 1792 w Warce, zm. 7 marca 1874 w Warszawie) – rabin chasydzki, w latach 1848–1874 cadyk z Radzymina.
Pierwszy cadyk z Radzymina, gaon, założyciel radzymińskiej dynastii cadyków, jeden z najwybitniejszych rabinów w Polsce drugiej połowy XIX wieku .
Jego ojciec, Szlomo Guterman, początkowo był kupcem w Warce, następnie rabinem tamże. Młody Guterman silnie związał się z ruchem chasydzkim i podróżował na dwory wielkich przywódców chasydzkich w Polsce. Ożenił się z Miriam, córką rabina miasta Ryczywół i zamieszkał w pobliżu domu teścia. Po jego śmierci został mianowany rabinem miasta Ryczywół, następnie przeniesiony na stanowisko rabina gminy w Radzyminie.
Wybudował przy Starym Rynku w Radzyminie synagogę chasydzką oraz dwór cadyka wraz z jesziwą.
Zgromadził wokół siebie bardzo szerokie grono wyznawców, którzy pielgrzymowali do niego nawet z zagranicy.
Cieszył się szczególną sławą wśród kobiet niemogących mieć dzieci, które prosiły go o błogosławieństwo.
Kontynuatorem jego dynastii był syn, cadyk Szlomo Joszua Dawid Guterman (zm. 1903), a potem wnuk, cadyk Aaron Menachem Mendel Guterman (zm. w 1934).
Pochowany jest w ohelu na cmentarzu żydowskim przy ulicy Okopowej w Warszawie (sektor 32, kwatera 64, rząd 14).